# Ben Jones (cầu thủ bóng đá, sinh năm 1880)
Ben Jones (sinh ngày c. 1880; ngày mất không rõ) là một cầu thủ bóng đá người Anh từng thi đấu một trận ở Football League cho Burslem Port Vale vào tháng 4 năm 1905.

## Sự nghiệp thi đấu
Jones từng thi đấu cho Alsagers Bank Church, trước khi gia nhập Burslem Port Vale vào tháng 8 năm 1904. Lần ra sân duy nhất của ông là ở vị trí tiền vệ trong thất bại 8-1 trước Liverpool trên sân Anfield ngày 8 tháng 4 năm 1905. Ông bị giải phóng hợp đồng khỏi sân Athletic Ground cuối mùa giải 1905-06, sau đó ông chuyển sang Alsagers Bank United và Halmerend Gymnastics, trước khi trở lại câu lạc bộ cũ Alsagers Bank Church.

## Thống kê
Nguồn:
| Câu lạc bộ        | Mùa giải | Hạng đấu        | Giải quốc nội | Giải quốc nội | Cúp FA  | Cúp FA    | Khác    | Khác      | Tổng    | Tổng      |
| Câu lạc bộ        | Mùa giải | Hạng đấu        | Số trận       | Bàn thắng     | Số trận | Bàn thắng | Số trận | Bàn thắng | Số trận | Bàn thắng |
| ----------------- | -------- | --------------- | ------------- | ------------- | ------- | --------- | ------- | --------- | ------- | --------- |
| Burslem Port Vale | 1904-05  | Second Division | 1             | 0             | 0       | 0         | 0       | 0         | 1       | 0         |
| Burslem Port Vale | 1905-06  | Second Division | 0             | 0             | 0       | 0         | 0       | 0         | 0       | 0         |
| Burslem Port Vale | Tổng     | Tổng            | 1             | 0             | 0       | 0         | 0       | 0         | 1       | 0         |